# Metzgete – Heiteres Prominentenraten
Metzgete – Heiteres Prominentenraten ist ein Quizshow-Format, das vom Schweizer Komiker Beat Schlatter zusammen mit der Schweizer Produktionsfirma FaroTV und dem Schweizer Radio und Fernsehen entwickelt wurde. In der TV-Show müssen prominente Spielkandidaten den Namen einer bekannten Persönlichkeit erraten, die auf einem für sie nicht sichtbaren Bild zu sehen ist. Die Sendung wird vor Publikum live aufgezeichnet.
Der Erstausstrahlungstermin in der Schweiz erfolgte am 4. Juli 2013 auf SRF 1. Moderator war der Komiker Fabian Unteregger.

## Das Spielprinzip
Die prominenten Spielkandidaten dürfen maximal fünf Fragen an ein Comedy-Team stellen, das Tipps zur gesuchten Person liefert. Schaffen sie es, den jeweils gesuchten VIP herauszufinden, können sie bis zu einer Million gewinnen.

## Preisgewinne und Strafen
Die Währung, in welcher der Gewinn ausbezahlt wird, muss an einem Glücksrad nach dem Zufallsprinzip ermittelt werden. Finden die Kandidaten die gesuchte prominente Persönlichkeit nach fünf Fragen nicht heraus, müssen sie zum Pechrad: Dort bekommen sie eine delikate Strafaufgabe zugelost.

## Liste der Kandidaten und Comedians
In jeder der Folgen der TV-Comedy-Show traten eine ganze Reihe prominenter Persönlichkeiten auf.
| Folge | Prominente Kandidaten                  | Gesuchter VIP                        | Comedians (Teamleiter: Beat Schlatter)     |
| ----- | -------------------------------------- | ------------------------------------ | ------------------------------------------ |
| 1     | Nöldi Forrer/Sina                      | Heidi Klum/Boris Becker              | Lea Hadorn und Simon Enzler                |
| 2     | Christian Stucki/Bea Petri             | Michelle Hunziker/Keith Richards     | Walter Andreas Müller und Thomas Martins   |
| 3     | Marie-Theres Nadig/Andrea Zogg         | Melanie Winiger/Christian Constantin | Jörg Schneider und Dominic Deville         |
| 4     | Büne Huber/Fredy Bickel                | Sepp Blatter/Hansi Hinterseer        | Hanspeter Müller-Drossaart und Johnny Burn |
| 5     | Alexander Tschäppät/Christoph Siegrist | Francine Jordi/Bo Katzman            | Peter Freiburghaus und Sibylle Aeberli     |
| 6     | Peter Schellenberg/Franco Marvulli     | Queen/Hausi Leutenegger              | Lisa Catena und Claude Criblez (Flügzüg)   |
| 7     | André Dosé/Baschi                      | DJ BoBo/George Clooney               | Michael Elsener und Peter Schneider        |

## Show-Assistentin
Show-Assistentin war die Burlesque-Tänzerin Zoe Scarlett. Sie trug in der Show Hasenohren und einen Stummelschwanz und wurde Bunny genannt.

## Musik
Es gibt bei Metzgete – Heiteres Prominentenraten wiederkehrende «Musikeinlagen», die von dem (auch in jeder Live-Sendung auftretenden) Schweizer «Landolt Nievergelt Quintett» komponiert wurden. Das aus zwei Personen bestehende Quintett erklärte seinen bewusst irreführenden Namen dem Show-Publikum damit, dass für die musikalische Begleitung der Sendung vier Hände (Banjo und Hammond-Orgel) und ein Fuss (für die Drums) notwendig seien.

## Kritiken
„Eine Operation mit Lachgas.“

„Eine unterhaltsame Sendung.“

„Manchmal funktioniert das mit dem Spiel und der Heiterkeit auf Knopfdruck einfach nicht so recht.“